# Henri Castel
Henri Castel (Moeskroen, 9 augustus 1918 - Doornik, 8 februari 2009) was een Belgisch syndicaal leider.

## Levensloop
Castel werd beroepshalve syndicaal verantwoordelijke en was van 1948 tot 1984 regionaal secretaris van de socialistische vakbond ABVV in het arrondissement Doornik. Van 1970 tot 1975 was hij tevens voorzitter van de Federatie van Socialistische Mutualiteiten van het arrondissement Doornik-Aat
Op politiek vlak was hij voor de PSB van 1947 tot 1958 gemeenteraadslid van Néchin. Nadien was hij voor de PSB en daarna de PS van 1964 tot 1988 gemeenteraadslid van Doornik, alwaar hij van 1977 tot 1988 schepen van Onderwijs was.
Bovendien zetelde Castel van 1954 tot 1974 voor het arrondissement Doornik-Aat in de Kamer van volksvertegenwoordigers. Hij was er lid en van 1968 tot 1974 voorzitter van de commissie Tewerkstelling en Arbeid en lid van de commissie Sociale Voorzorg en de commissie Volksgezondheid en Gezin. Zijn interpellaties in het parlement hadden betrekking op de steenhouwindustrie in de streek van Doornik, de situatie van Belgische grensarbeiders en verschillende sociale problemen zoals werkloosheid en de sluiting van de bedrijven.
In juni 1968 werd hem een ministerpost aangeboden in de regering-G. Eyskens IV, maar Castel weigerde omdat de PSB-federatie van Doornik-Aat zich tegen regeringsdeelname had gekant.